# Ilias Ioannou
Ilias Ioannou (Maroussi, 4 de outubro de 1979) é um futebolista profissional grego, atacante, que joga no AO Kavala, pela Super Liga Grega.
Ioannou começou a sua carreira de jogador assinando com Panionios FC em Julho de 1998